# Bieberer Aussichtsturm
Der Bieberer Aussichtsturm in der hessischen Großstadt Offenbach am Main ist ein historischer Aussichtsturm mit einer Gesamthöhe von 27 Metern, der im Jahr 1882 erbaut wurde. Die Aussichtsplattform befindet sich in 24 Meter Höhe. Das Gebäude ist als Kulturdenkmal nach dem Hessischen Denkmalschutzgesetz in die örtliche Denkmalliste eingetragen.

## Geschichte
Seit 1880 gab es in Offenbach einen Verschönerungsverein. Der Ausbau und die Pflege von Spazierwegen standen auf seinem Programm, das Aufstellen von Ruhebänken und Schutzhütten und der Bau eines Aussichtsturms. Als Standpunkt wurde der Bieberer Berg als höchster Punkt der Umgebung in der Nähe der damaligen Offenbacher Gemarkungsgrenzen gewählt, da sich dieser hervorragend für strategische Höhenmessungen eigne.
Zunächst rechnete der Verein mit Baukosten von 1.500 Mark. Zur Eröffnung 1882 hatten sich die Baukosten auf 7.266 Mark erhöht. Dies entspricht etwa 65.500 Euro nach heutiger Kaufkraft.
Obwohl der Turm fünfzehn Meter von der Bieberer Gemarkungsgrenze auf der Gemarkung von Bürgel steht und vom Verschönerungsverein Offenbach errichtet wurde, trägt er seit seiner Errichtung den Namen Bieberer Aussichtsturm – wohl wegen seiner geografischen Nähe zu Bieber und seinem Standort auf dem Bieberer Berg. Er galt jedoch schon immer als Wahrzeichen des Offenbacher Stadtteils Bieber, in dessen Grenzen er zwischenzeitlich auch liegt.

## Gebäude

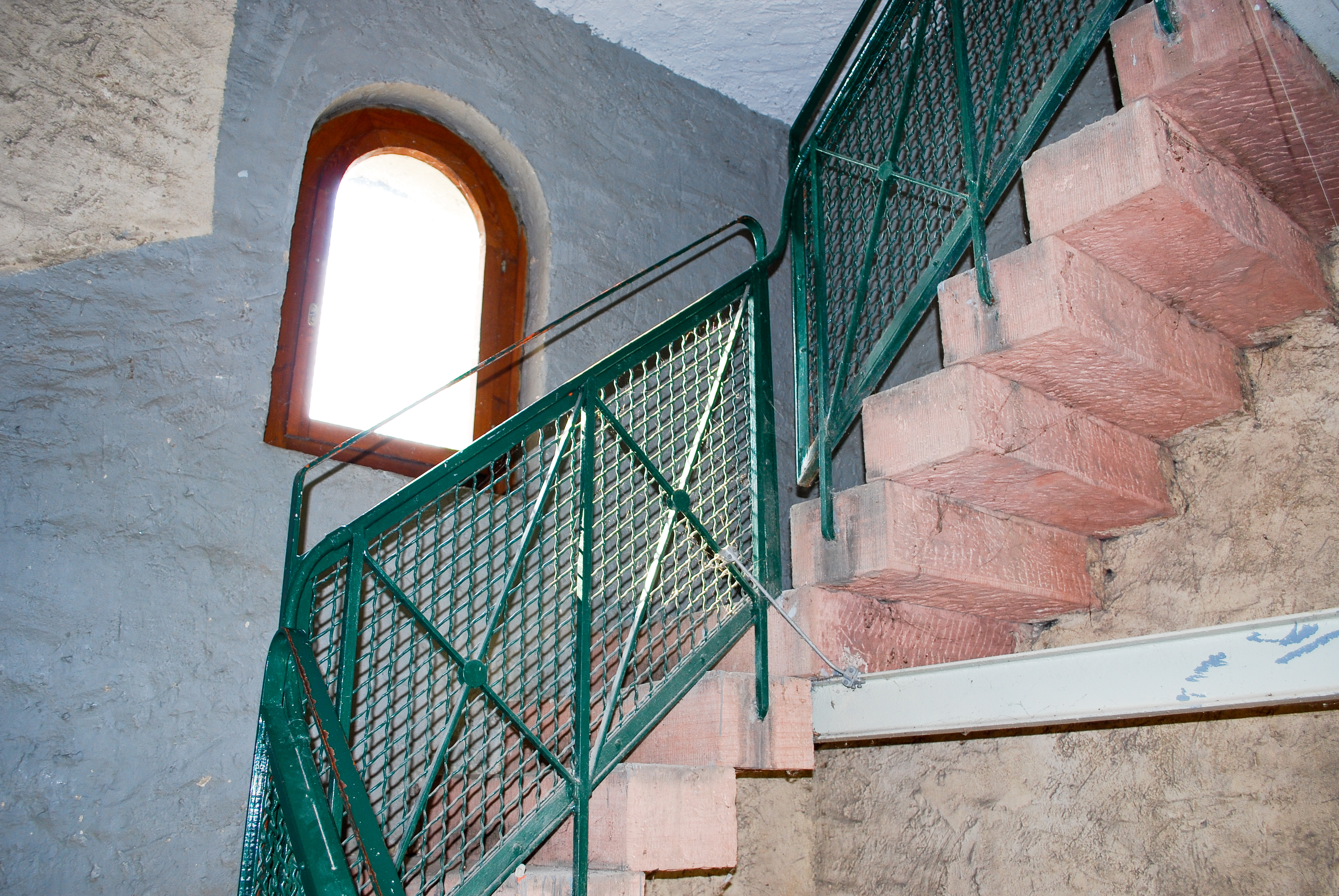
Treppenaufstieg des Bieberer Aussichtsturms

Auf einem künstlichen Hügel errichtet und von Robinien umgeben steht der massive Turm mit quadratischem Grundriss auf einem sich verbreiternden Sockelgeschoss. Er ist farblich gegliedert durch eine Bauausführung in Mauerwerk aus hellem Sandstein und dunkelroten Mauerziegeln. Der Turm ist sechsgeschossig und durch rundbogige Fenster gegliedert. Die Brüstung der Aussichtsplattform ist nach Vorbildern aus dem Burgenbau aufwändig auskragend gemauert und verziert. Über dem Eingang befindet sich ein Schlussstein mit der Inschrift Erbaut 1882. Oberhalb und neben der Eingangstür sind weitere Steintafeln angebracht; in dem gravierten Steinblock links neben der Tür findet sich folgender Text: „Höhe des Thurms 24 mtr von Schwelle bis Plattform“. Nach Betreten des Turms über die etwa 40 cm hohe Schwelle erfolgt der Aufstieg zur Plattform anfangs über 108 Stufen einer rechtsdrehenden Treppe aus Sandstein mit 17 Zwischenpodesten, im oberen Bereich über eine Metall-Wendeltreppe mit 19 Stufen, die durch einen achteckigen 2,6 Meter hohen Metallüberbau durch eine Tür auf die 24,4 Meter hoch liegende Aussichtsplattform führt. Die umlaufende Brüstung, an der eine Fahnenstange angebracht ist, überragt die Plattform um 1,25 Meter.
Der Turm erreicht mit dem Treppenüberbau eine Höhe von insgesamt 27 Metern. Er bietet einen Rundblick über die Stadt bis hin zu Spessart, Odenwald und Taunus. Behauptungen, der Turm ermögliche eine Fernsicht von nahezu 200 Kilometern, sind übertrieben. Die Topografie ermöglicht bei günstigen Wetterverhältnissen eine maximale Sichtweite von 90 Kilometern, wobei Sichthindernisse wie Gebäude oder Bäume nicht berücksichtigt sind.

## Nutzung
Nach der Auflösung des Verschönerungsvereins übernahm 1922 die Vereinigung der Offenbacher Wandervereine den Turm in seine Obhut. 1943 übernahm ihn die Stadt Offenbach. 1954 verpachtete die Stadt den Turm an einen Bieberer Bürger. Der Turm verkam und war lange Zeit überhaupt nicht zu betreten.
1983 übernahmen der Verein Die Offenbacher 03 und der Musikverein Eintracht eine Patenschaft für den Turm und sorgen seitdem für dessen Pflege.
Von Mai bis September kann der Turm an Sonn- und Feiertagen bestiegen werden und ist Ort von verschiedenen lokalen Veranstaltungen.